# Didier André

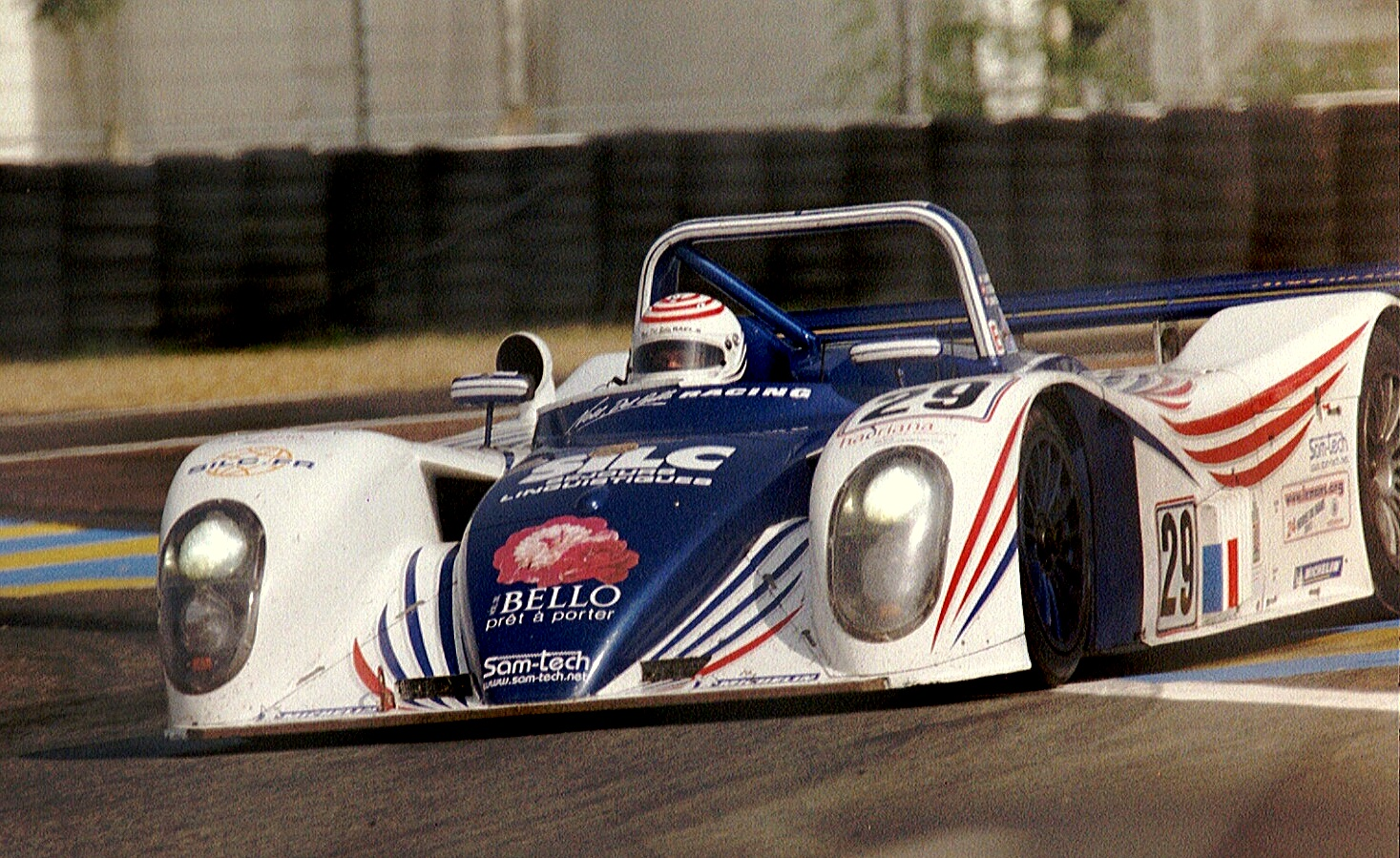
Didier André under Le Mans 24-timmars 2003.

Didier André, född den 3 september 1974 i Lyon är en fransk racerförare.
André tävlade i USA från slutet av 1990-talet, först i Indy Lights och sedan Indy Racing League. Från början av 2000-talet körde han även sportvagnsracing och vann bland annat en klasseger i Le Mans 24-timmars 2003 tillsammans med Jean-Luc Maury-Laribière och Christophe Pillon.